# Rondeletia pallida
Rondeletia pallida là một loài thực vật thuộc họ Rubiaceae. Đây là loài đặc hữu của Jamaica. Chúng hiện đang bị đe dọa vì mất môi trường sống.